# Petrovec
Petrovec (Macedonisch: Општина Петровец, Opština Petrovec) is een gemeente in Noord-Macedonië.
Petrovec telt 8255 inwoners (2002). De oppervlakte bedraagt 201,93 km², de bevolkingsdichtheid is 40,9 inwoners per km².